# ルノースポール・スパイダー
ルノースポール・スパイダー（Renault Sport Spider）は、フランスの自動車会社ルノーにおいて生産されたスポーツカー。2017年のアルピーヌブランド復活により、ルノー・スポールオリジナルとしては最初で最後の車種となった。

## 概要
ルノーのモータースポーツ部門であるルノー・スポールが製造した初の市販車。1995年のジュネーブ・モーターショーで発表、翌1996年から市販を開始した。設計統括およびデザインはデザイン担当上級副社長のパトリック・ルケマンが担当。
ノルスク・ハイドロ傘下のハイドロ・アルミニウム社デンマーク工場で製造された強固なアルミスペースフレームと、ハニカム樹脂ボードで形成されたシャーシのコクピット背後に、ルノー・メガーヌ16Vの2,000ccDOHC16バルブ直列4気筒エンジンを横置きで搭載。サスペンションには前後ともプッシュロッド式ダブルウィッシュボーン、ボディパネルにはFRPが採用された。
フランス国内でルノーが開催したワンメイクレース「スパイダートロフィー」用競技車両のロードゴーイングバージョンであり、ルノーがプレス向けに配布した広報資料における「ルノースポール・スパイダーはロードユースにも適合するロードスタータイプのレーシングカーです」という記述の通り、公道を走行するのに最低限必要な保安部品以外はエアコン・オーディオといった快適装備はもちろん、ABSやLSD、パワーステアリングやブレーキブースターといった安全装備も備わらず、フロントスクリーンをも持たない（代わりに運転席の手前に風の向きを変えるエアロパーツを設置）というスパルタンな仕様であった。なお、後に通常のフロントスクリーンと固定式三角窓を装備した仕様も加わり、区別のためにフロントスクリーンレスの仕様は「ソートバン（saute-vent）」、フロントスクリーンを持つ仕様は「パラブリーズ（pare-brise）」と名付けられた。
製造は通常の生産ラインではなく、ディエップのアルピーヌ・ファクトリーで1日4台限定のハンドメイドにより約1,700台を生産。日本の正規販売はヤナセ傘下のフランス・モーターズを通じ行われ、1998年から1999年にかけて100台が輸入・販売された（すべてパラブリーズ仕様）。
| 生産年 | 生産台数 |
| ------ | -------- |
| 1996年 | 608台    |
| 1997年 | 637台    |
| 1998年 | 385台    |
| 1999年 | 55台     |
| 合計   | 1,685台  |